# 馬瀬村 (岐阜県益田郡)

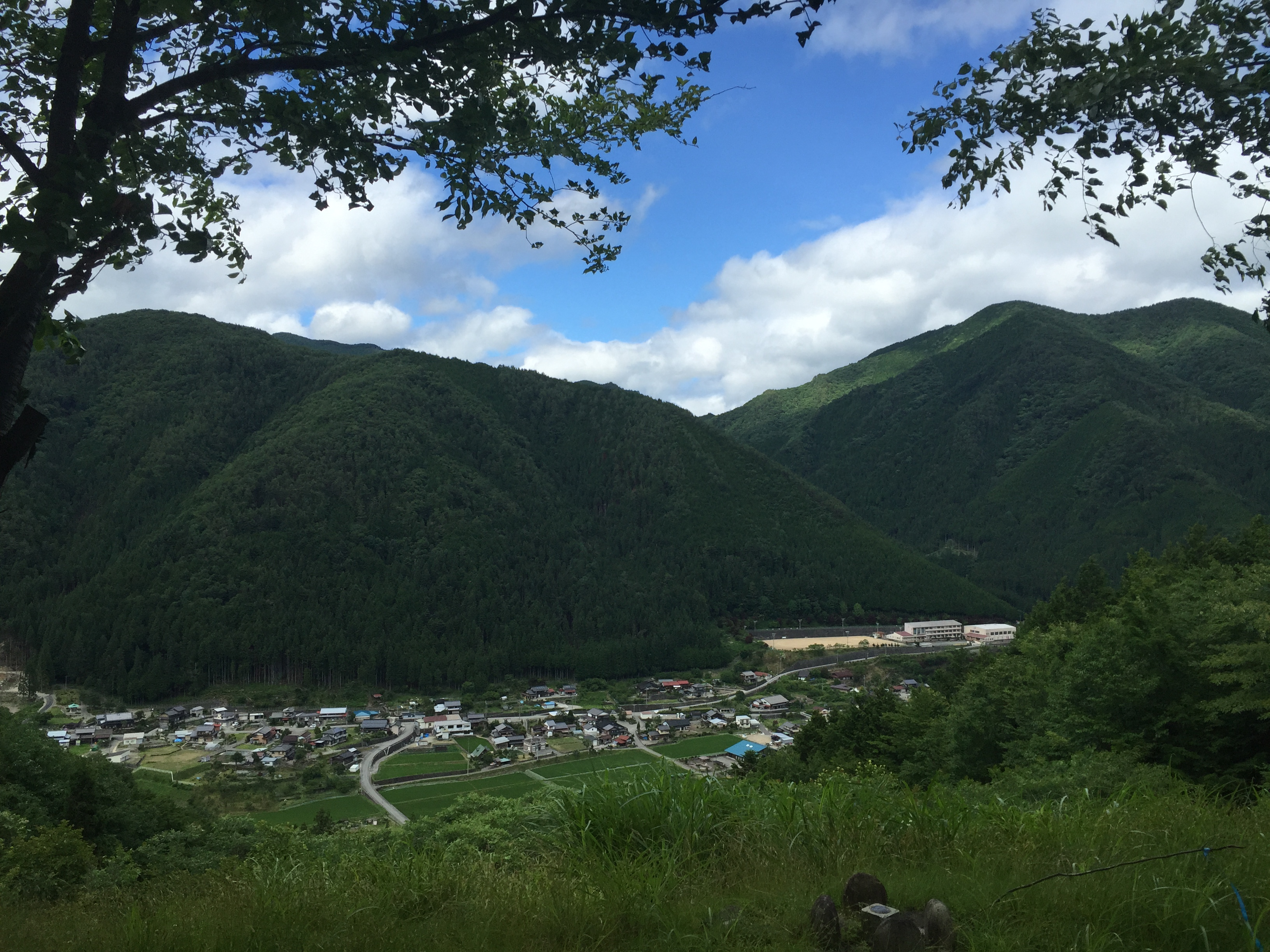
馬瀬の遠景

馬瀬村（まぜむら）は、岐阜県益田郡にあった村である。2004年（平成16年）3月1日に益田郡の他4町村と合併し、下呂市となった。

## 地理
- 山：川上岳（かおれだけ）、八尾山、仏ヶ尾山
- 河川：馬瀬川

### 隣接していた自治体
- 益田郡：萩原町、下呂町、金山町
- 郡上郡：明宝村
- 大野郡：清見村、宮村

## 歴史
- 江戸時代末期この地域は、飛騨国益田郡の馬瀬郷であった。始め飛騨高山藩の金森氏の領地で、後に天領となった。
- 1875年（明治8年）2月10日 下山村、西村、惣島村、井谷村、名丸村、堀之内村、中切村、数河村、黒石村、川上村が合併し馬瀬村となる。
- 1884年（明治17年）2月8日 下山村、西村、惣島村、井谷村を下馬瀬村に、名丸村、堀之内村、中切村、数河村、黒石村、川上村を上馬瀬村に分割する。
- 1889年（明治22年）7月1日 上馬瀬村、下馬瀬村を合併し、町村制施行により成立。
- 2004年（平成16年）3月1日 小坂町、金山町、下呂町、萩原町と合併し下呂市が発足。同日馬瀬村廃止。

## 教育
- 馬瀬中学校
- 総島小学校
- 中切小学校
- わかあゆ保育園

### 2004年以前に廃校となった小中学校
- 馬瀬村立総島中学校（1983年廃校）
- 馬瀬村立中切中学校（1983年廃校）
- 馬瀬村立総島小学校下山分校（1971年廃校）
- 馬瀬村立総島小学校名丸分校（1967年廃校）
- 馬瀬村立中切小学校川上分校（1980年廃校）

## 交通

### 鉄道
村内に鉄道路線なし

### バス
- 濃飛バス（馬瀬・黒石・美輝の里線）- 現げろバス馬瀬

### 道路
高速道路
- 村内に高速道路はなし。

一般国道
- 国道257号

主要地方道
- 岐阜県道86号金山明宝線

一般県道
- 岐阜県道431号下山名丸線

## 名所・旧跡・観光スポット・祭事・催事

### 名所・旧跡
- 馬瀬川温泉・美輝の湯
- 老谷自然ささやき公園
- 道の駅馬瀬 美輝の里
- 馬瀬川花火大会
- 馬瀬川